# Schlacht bei Mollwitz
Europäischer Kriegsschauplatz:

Mollwitz* – Chotusitz* – Simbach – Dettingen – Toulon – Pfaffenhofen – Tournai – Fontenoy – Hohenfriedberg** – Soor** – Hennersdorf** – Kesselsdorf** – Brüssel – Piacenza – Namur – Roucourt – Kap Finisterre 1 – Lauffeldt – Assietta –  Bergen op Zoom – Kap Finisterre 2 – Maastricht
(*) Erster Schlesischer Krieg – (**) Zweiter Schlesischer Krieg
Indischer Kriegsschauplatz:

Erster Karnatischer Krieg
Amerikanischer Kriegsschauplatz:

War of Jenkins’ Ear – King George’s War
Baumgarten – 
Glogau – 
Mollwitz – 
Lesch  – 
Glatz – 
Chotusitz – 
Teltschitz – 
Pless – 
Ratibor – 
Hohenfriedberg – 
Soor – 
Hennersdorf – 
Zittau – 
Kesselsdorf
In der Schlacht bei Mollwitz in Mallwitz im späteren Landkreis Brieg, 20 km südöstlich von Breslau, errang Preußen am 10. April 1741 den ersten Sieg über die österreichischen Habsburger im Ersten Schlesischen Krieg.

## Aufmarsch
Der Einmarsch der Kaiserlichen Armee unter Wilhelm Reinhard von Neipperg in Schlesien im März 1741 traf die Preußische Armee, die Schlesien ab Dezember 1740 bis auf die Festungen Neisse und Brieg besetzt hatte, in zerstreuten Winterquartieren. Ehe Friedrich II. seine Armee sammeln konnte, drangen die Österreicher bis Brieg vor und trennten seine Verbindung mit Breslau und Berlin.
Daher musste Friedrich die Österreicher angreifen. Entgegen der üblichen Methode, die Truppen aus der Distanz zu befehligen, hielt es Friedrich II. für erforderlich, den Befehl über einen Flügel des ersten Treffens zu übernehmen. Wie im Falle seiner Gefangennahme vorgegangen werden sollte, legte er im Frühjahr 1741 schon seinem Minister Podewils dar: „Wenn ich durch einen unglücklichen Zufall gefangen werden sollte, befehle ich Ihnen, daß Sie während meiner Abwesenheit meine Befehle nicht beachten, daß Sie meinen Bruder beraten, und daß der Staat sich zu keiner unwürdigen Handlung erniedrigt, um meine Befreiung zu erlangen. […] Ich bin nur König, wenn ich frei bin.“ – „Je ne suis roi que lorsque je suis libre.“ Dieser letzte Satz wurde zu einem der meistzitierten Aussprüche des Königs.
Die Preußen trafen am 10. April um sieben Uhr morgens bei Mollwitz auf die im Schneesturm kampierenden Österreicher. Das Wetter lockerte im Laufe des Nachmittags auf, und das preußische, 20.000 Mann starke Heer mit 31 Bataillonen, 35 Eskadronen und 60 Geschützen (Viertel- und Halbkartaunen) setzte sich um 10 Uhr trotz des tiefen Schnees in fünf Kolonnen in Richtung Mollwitz in Bewegung. Im Angesicht des überraschten Feindes entschied sich der König, einen exerziermäßigen Aufmarsch in zwei Treffen zu veranstalten. Später urteilte Friedrich: „Ich hatte zu der Zeit nicht genug Einsicht, um davon zu profitieren.“ Die Österreicher gewannen so Zeit, sich ebenfalls in Schlachtordnung zu stellen.

## Ablauf

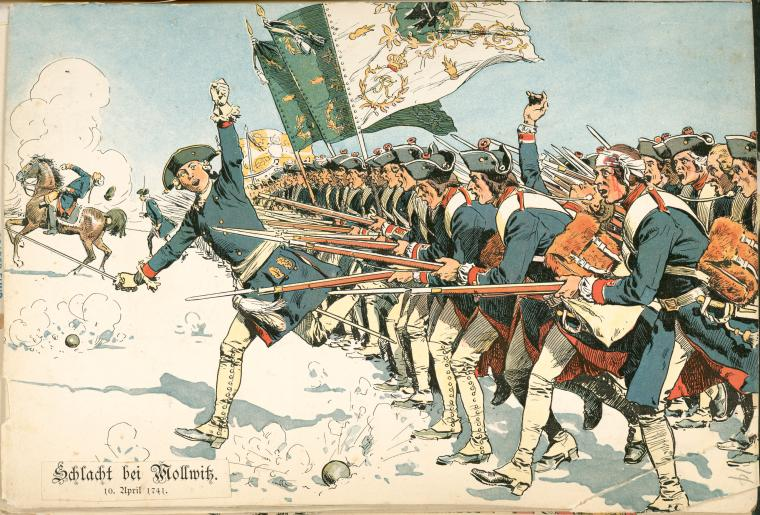
Preußische Soldaten in der Schlacht in einer historistischen Darstellung des 19. Jh.

Neipperg hatte ebenfalls 20.000 Mann, aber nur 18 Bataillone und 18 Geschütze, dagegen 86 Eskadronen. Um 13.30 Uhr eröffnete die Preußische Artillerie das Feuer und ihre Geschütze brachten die Österreicher in große Bedrängnis. Gegen 14.00 Uhr entschied sich Feldmarschall-Lieutenant Karl Joachim von Römer, Führer von 4500 Kavalleristen auf dem linken Flügel der Österreicher, sich mit sechs Regimentern in Bewegung zu setzen, die Feuerzone der Preußischen Artillerie zu umgehen und den rechten Flügel der Preußen unter Friedrich Graf von der Schulenburg zu attackieren. Die Preußen wichen auf ihrer rechten Seite zurück, insbesondere die Kavallerie floh. Der König selbst scheiterte, als er an der Spitze des 11. Kürassier-Regiments einen Gegenangriff versuchte.

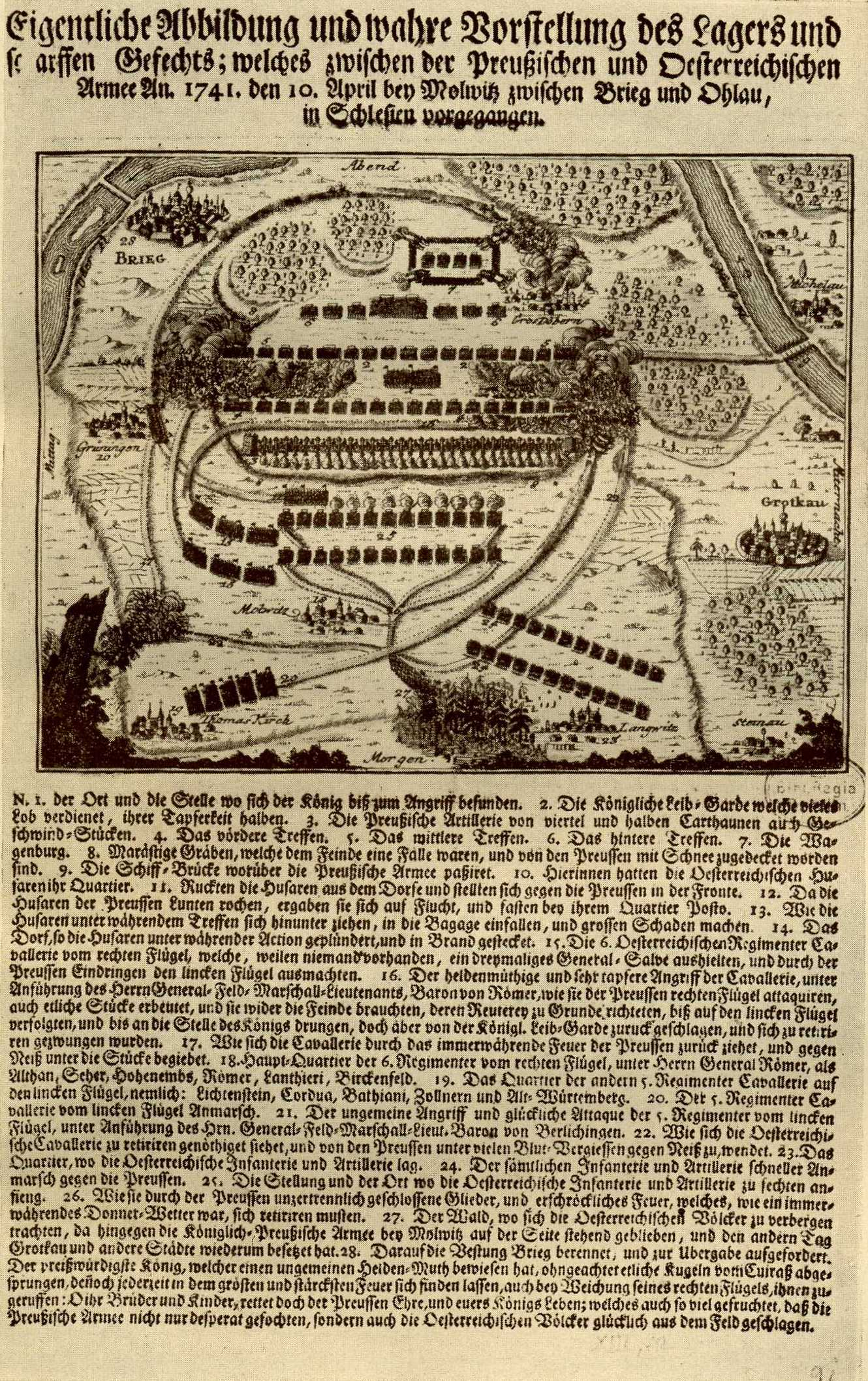
Zeitgenössische Darstellung des Schlachtbeginns

Das Feuer der Infanterie, insbesondere der Grenadierbataillone Winterfeldt und Bolstern, die infolge der Geländegegebenheiten zufällig auf beiden Flügeln zwischen dem 1. und dem 2. Treffen quer aufgestellt waren und so einen Einbruch der österreichischen Kavallerie zwischen beide Treffen verhinderten, brachte jedoch den Angriff der Kavallerie unter Römer zum Stehen. Dabei fiel der österreichische Feldmarschall-Lieutenant. Inzwischen hatte die Österreichische Artillerie sich auf den bedrängten rechten Flügel der Preußen eingeschossen.
Der König verließ in diesem kritischen Augenblick, gedrängt von Feldmarschall Schwerin, der dessen Leben schützen wollte, das Schlachtfeld. Unter Beschuss und beinahe gefangen genommen, gelang Friedrich II. die Flucht. Er ritt nach Oppeln, fand diesen Ort jedoch schon besetzt. Er hatte bereits eine Entfernung von 50 Kilometern zurückgelegt, als er gegen Mitternacht umkehrte. Gegen zwei Uhr nachts erhielt er auf dem Weg in Löwen die Nachricht, dass die Schlacht gewonnen sei, und kehrte daher nach Mollwitz zurück.
Schwerin war es unter hohen Verlusten gelungen, die österreichische Reiterei mit der Preußischen Infanterie zurückzudrängen. Danach ging er erst mit dem rechten Flügel und dann dem linken Flügel (in schiefer Ordnung) gegen die mit vielen frischen Rekruten durchsetzte österreichische Infanterie vor. Den besser gedrillten Preußen, die wie auf dem Exerzierplatz mit gefälltem Bajonett und klingendem Spiel vorrückten, gelang es so, nur eine Stunde nach der Flucht des Königs, die Schlacht zu entscheiden. Die zum Rückzug gezwungenen Österreicher wurden nicht lange verfolgt, während die Preußen in Mollwitz Halt machten und ihr Lager aufschlugen. An den Folgetagen wurden Grottkau und weitere Siedlungen durch die Preußen besetzt, und die erneute Belagerung der Festungsstadt Brieg begonnen, welche am 4. Mai kapitulierte.

## Fazit
Nach Bodart verloren die Österreicher an Toten 52 Offiziere und 800 Mann, durch Verwundung 147 Offiziere und 2000 Mann sowie 16 Offiziere und 1500 Mann an Gefangenen (bzw. Vermissten). Bei den Preußen waren 135 Offiziere und 900 Mann tot, 152 Offiziere und 3000 Mann verwundet sowie vier Offiziere und 700 Mann gefangen (bzw. vermisst). Ferner fielen die preußischen Generäle Graf von der Schulenburg und Brandenburg-Schwedt, auf österreichischer Seite der General von Römer und der Feldmarschall-Leutnant Peter Christoph Göldlin von Tiefenau (Göldi).
Oft wird der Rückzug der Preußischen Kavallerie als „Versagen“ beurteilt, was jedoch kein verwertbarer Begriff für die historische Forschung ist. Belegt ist die Beurteilung des Königs: „Die Kavallerie ist es nicht wert, dass sie der Teufel hole“, und viele der späteren Reformen, insbesondere bezüglich der Verordnungen und Vorgaben, wie im Gefecht mit Truppenteilen wie Husaren umgegangen werden soll, lassen sich auf den Eindruck der Preußischen Kavallerie bei Mollwitz zurückführen. Mit diesen Vorgaben und der Ausbildung nach Mollwitz wurde in der Zeit nach dem Ersten Schlesischen Krieg die wirklichkeitsfremde Ausbildung der Preußischen Kavallerie in der Friedenszeit vor 1740 ausgeglichen. Um die Aufklärung der gegnerischen Truppen und die Abschirmung der eigenen Kräfte zu verbessern, wurden in Preußen ab 1741 verstärkt Husarenregimenter als Leichte Kavallerie aufgestellt.

### Beteiligte Einheiten und Offiziere der Preußen
König Friedrich II. (Preußen), Gesamtleitung, auf dem rechten Flügel

Feldmarschall Kurt Christoph Graf von Schwerin, auf dem linken Flügel, später Gesamtleitung
Linker Flügel
- Oberst Carl Friedrich von Posadowsky

Dragoner-Regiment Platen

Kürassier-Regiment Prinz Heinrich

Dragoner-Regiment Bayreuth

Grenadier-Bataillon Puttkammer
Erstes Treffen

Generallieutenant Christoph Wilhelm von Kalckstein
- Generalmajor Joachim Christoph von Jeetze

Grenadier-Bataillon Buddenbrock

Grenadier-Bataillon Reibnitz

Infanterie-Regiment Schwerin (2 Btn)

Infanterie-Regiment Prinz Leopold (2 Btn)
- Generalmajor Markgraf Karl Friedrich Albrecht von Brandenburg-Schwedt

Infanterie-Regiment Prinz Dietrich (2 Btn)

Infanterie-Regiment Truchseß (2 Btn)
- Generalleutnant Heinrich Karl von der Marwitz

Infanterie-Regiment Kalckstein (1 Btn)

Garde (1 Btn)

Grenadier-Bataillon Kleist
- Generalmajor Prinz Dietrich von Anhalt-Dessau

Infanterie-Regiment Markgraf Karl (2 Btn)

Infanterie-Regiment Kleist (2 Btn)
Zweites Treffen

General Prinz Leopold von Anhalt-Dessau
- Generalmajor von Bredow

Infanterie-Regiment Bredow (2 Btn)

Infanterie-Regiment Sydow (2 Btn)

Grenadier-Bataillon Saldern
- Generalmajor Prinz Heinrich

Infanterie-Regiment Prinz Heinrich (2 Btn)

Infanterie-Regiment Graevenitz (2 Btn)

Infanterie-Regiment Glasenapp (1 Btn)

Infanterie-Regiment Brocke (1 Btn)
Rechter Flügel
- Generallieutenant Graf Adolph Friedrich von der Schulenburg, gefallen

Dragoner-Regiment Schulenburg
- Generalmajor von Kleist

Grenadier-Bataillon Winterfeldt

Grenadier-Bataillon Bolstern
- (vom König geführt)

Karabiniers

Gensdarmes
Reserve

Leib-Korps-Husaren unter Major Hans Joachim von Zieten

Artillerie unter Major von Merkatz

### Beteiligte Einheiten und Offiziere der habsburgischen Armee
Feldmarschall Wilhelm Reinhard von Neipperg

Linker Flügel

Feldmarschall-Lieutenant Karl Joachim Freiherr von Römer, gefallen
- Baron Lentulus

Dragoner-Regiment Althann

Kürassier-Regiment Seherr

Kürassier-Regiment Hohen-Ems
- Baron Holly

Dragoner-Regiment Römer
- Graf Franckenberg

Kürassier-Regiment Lanthiery

Kürassier-Regiment Birkenfeld
Erstes Treffen
- Graf Grünne

Infanterie-Regiment Franz v. Lothringen (2 Btn)

Infanterie-Regiment Schmettau (1 Btn)

Infanterie-Regiment Botta (1 Btn)

Infanterie-Regiment Browne (1 Btn)
- Feldmarschall-Lieutenant Maximilian Ulysses Browne

Infanterie-Regiment Kolowrat (1 Btn)

Infanterie-Regiment Baden (2 Btn)

Infanterie-Regiment O’Glivy (1 Btn)

Infanterie-Regiment Karl v. Lothringen (1 Btn)
Zweites Treffen
- Graf Kolowrat

Infanterie-Regiment Alt-Daun (1 Btn)

Infanterie-Regiment Thüngen (2 Btn)
- Freiherr v. Kheul

Infanterie-Regiment Grünne (1 Btn)

Infanterie-Regiment Harrach (2 Btn)
Rechter Flügel

Freiherr v. Berlichingen
- Baron Philibert

Kürassier-Regiment Cordova

Dragoner-Regiment Liechtenstein

Dragoner-Regiment Batthyány
- Prinz Birkenfeld

Kürassier-Regiment Hohenzollern

Dragoner-Regiment Württemberg
Husaren

Husarenregiment Ghilanyi

Husarenregiment Splenyi

## Gedenken
Ein von Baurat Carl Johann Lüdecke entworfener und am 5. November 1878 enthüllter Obelisk erinnert an den Sieg der Preußen. Friedrich selbst komponierte den Mollwitzer Marsch.